# Luigi Ziliotto
Luigi Ziliotto (8 de fevereiro de 1863–6 fevereiro de 1922) foi um político italiano e irredentista. Ziliotto também foi um senador italiano e um podestà de Zara (Zadar) por diversas vezes.